# Renault PR100
Der Renault PR100 ist ein französischer Linienbus, der ursprünglich von Berliet verkauft wurde, bis diese von Renault Véhicules Industriels (RVI) übernommen wurde.

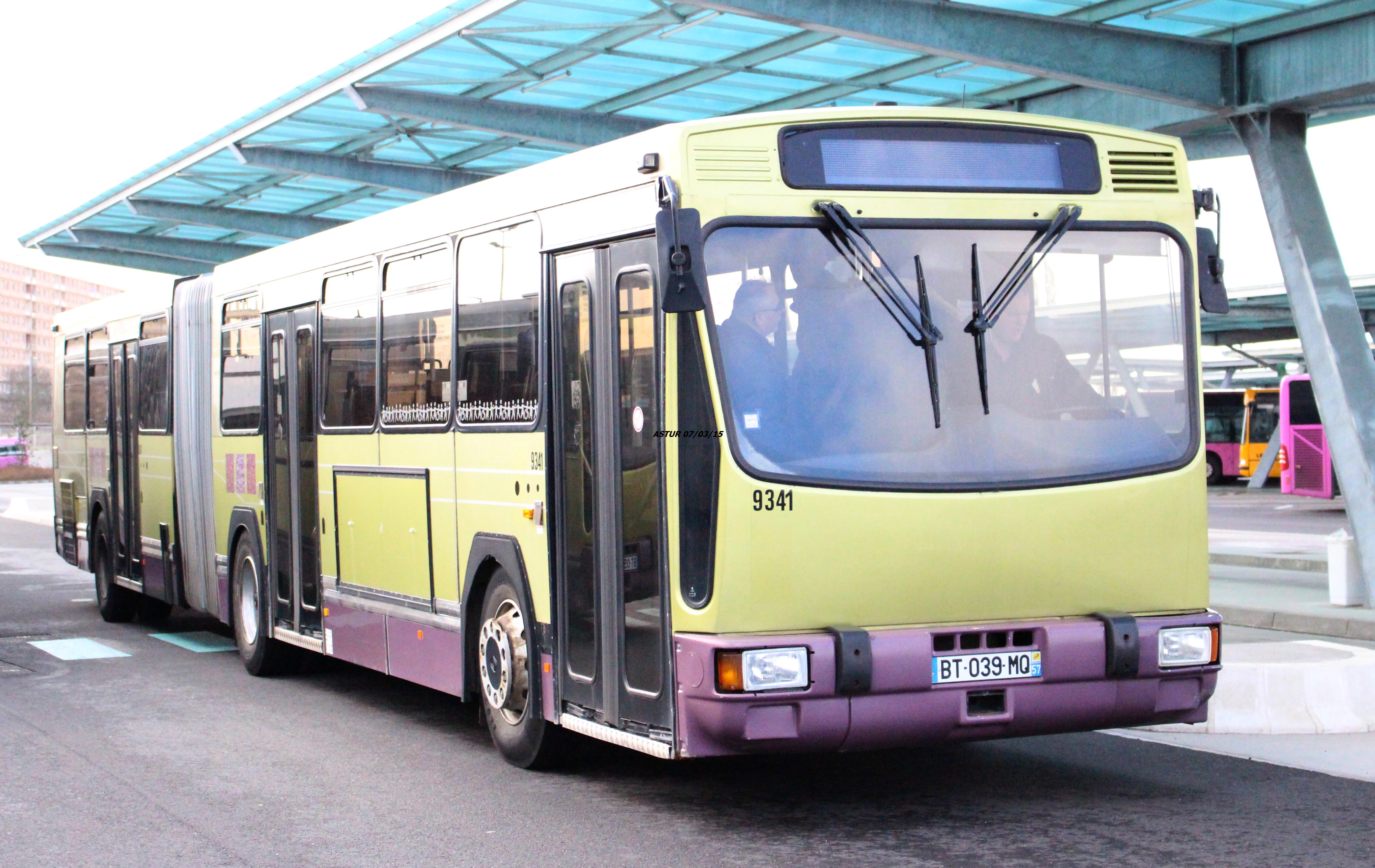
Gelenkbus Renault PR180

Der PR100 sollte eigentlich durch den 1987er Renault R312 ersetzt werden können, der PR100 wurde jedoch als überarbeitetes Modell PR100.2 weitergeführt und 1993 durch den weiter überarbeiteten PR112 ersetzt, dessen letztes Modell 1999 ausgeliefert wurde. Bis dahin wurden mehr als 13.500 Busse der Modellreihe PR100 in Frankreich hergestellt. Es gab auch Versionen als Gelenkbus PR180, PR180.2 sowie mit modernisierter Front als PR118. Der daraus entwickelte Doppelgelenkbus wurde als „Mégabus“ vermarktet.

## PR100 und PR100.2

### PR100

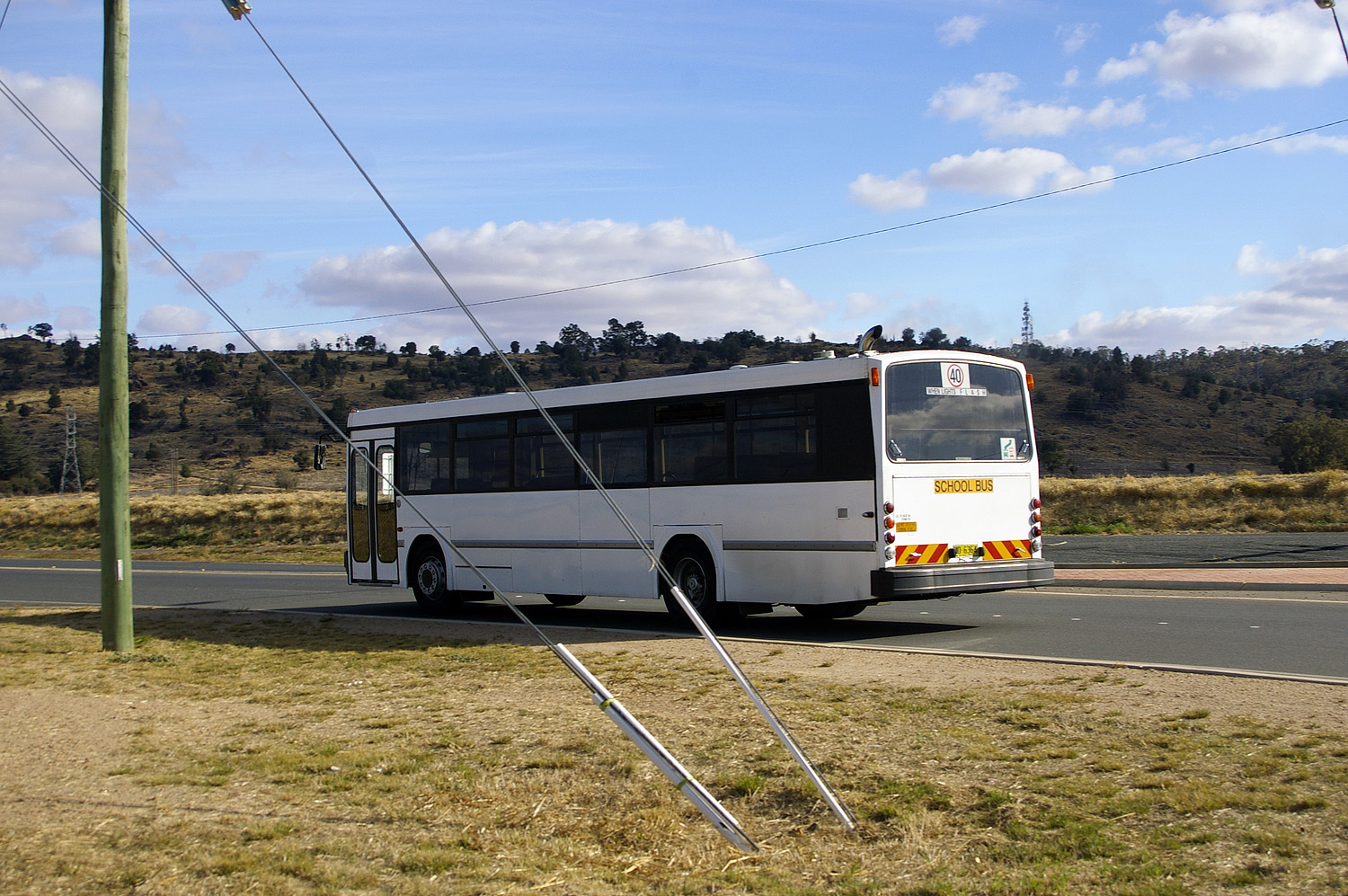
Rechtslenker-Version des PR100 mit nur einer Tür

Der originale PR100 wurde von Berliet entwickelt und hergestellt, als Vorlage dienten die VÖV-Richtlinien des deutschen Standard-Linienbusses der späten 1960er Jahre. Das Fahrzeug verfügt wahlweise über eine, zwei oder drei Türen und hat – im Vergleich zur „Vorlage“ – eine anders aussehende Front- und Heckpartie sowie eine andere Innenausstattung. Ab Juni 1972 wurde das Fahrzeug mit einem V8-Dieselmotor mit 131 kW (178 PS) und einer Gesamtlänge von 11,25 m verkauft. Ab 1979 wurde das Renault-Logo als Markenzeichen des Busses angebracht. Der PR100 wurde hauptsächlich in Frankreich, aber auch in Algerien, Australien und Marokko eingesetzt.

### PR100.2

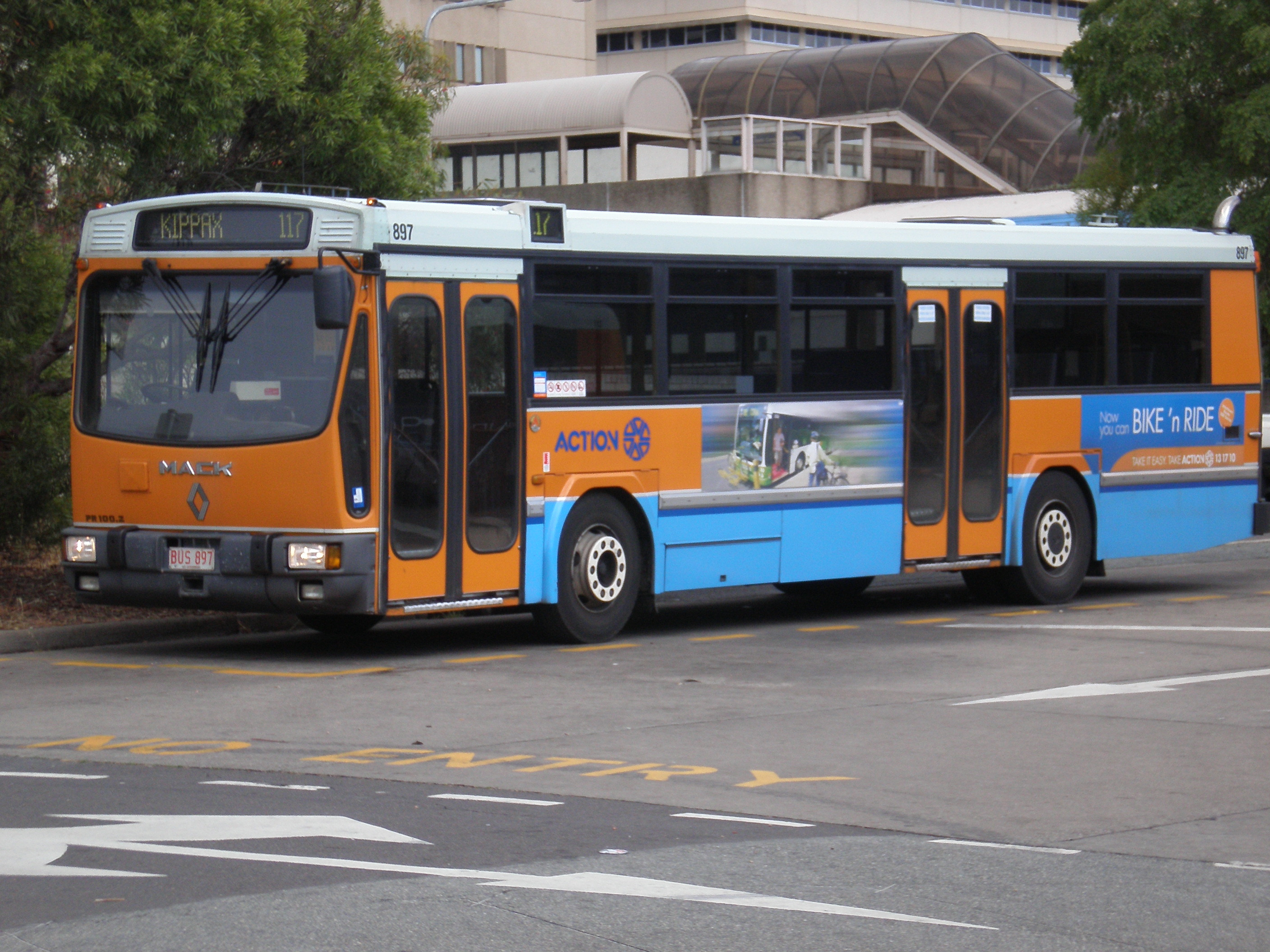
Renault PR110.2 der australischen ACTION mit Mack-Schriftzug

Der PR100.2 resultierte aus einer leichten optischen und technischen Überarbeitung des PR100 im Jahr 1984. Für die Motorisierung stand ein Renault MPS Turbo-Sechszylindermotor in zwei Varianten zur Verfügung, mit entweder 152 kW / 206 PS oder 186 kW / 253 PS. Die Gesamtlänge wuchs von 11,25 m beim PR100 auf 11,4 m beim PR100.2.
Nachdem Präsentationen des Busses im Vereinigten Königreich und in Singapur ohne größeren Erfolg geblieben waren, wurde der Bus 1985 in Australien vorgestellt, woraufhin ACTION und Transperth insgesamt 381 Exemplare des PR100.2 bestellten.

## PR112

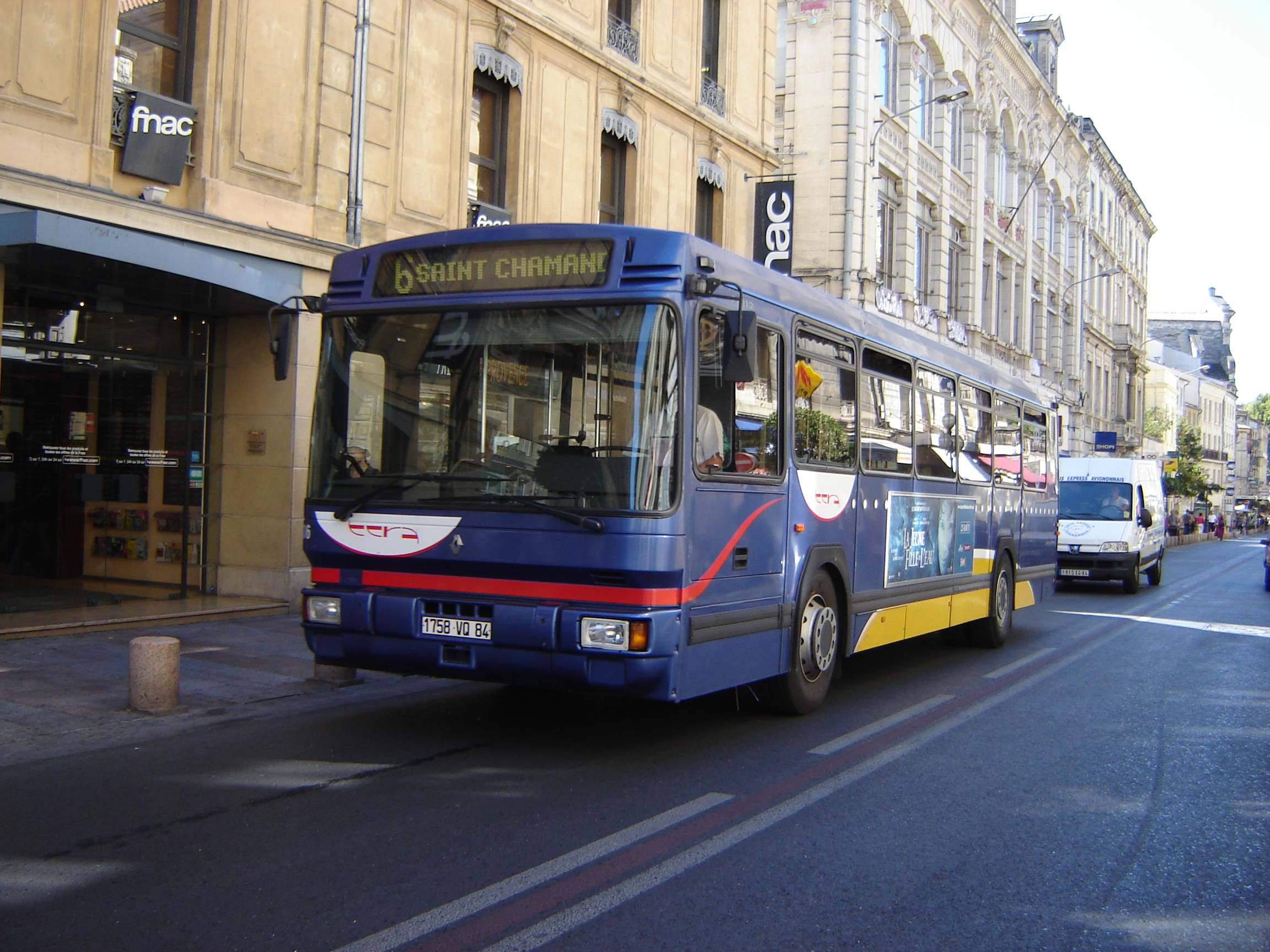
Renault PR112

Der PR112 wurde ab 1993 als eine verbesserte Version des PR100 mit einer modisch überarbeiteten Front verkauft. Das letzte Exemplar lief 1999 vom Band, und die Baureihe wurde durch den Renault Agora ersetzt.

## Oberleitungsbusse
Es gab auch Versionen als Trolleybus ER100 bzw. ER100.2, auch als Gelenkbus ER180H bzw. ER180.2.

## Galerie

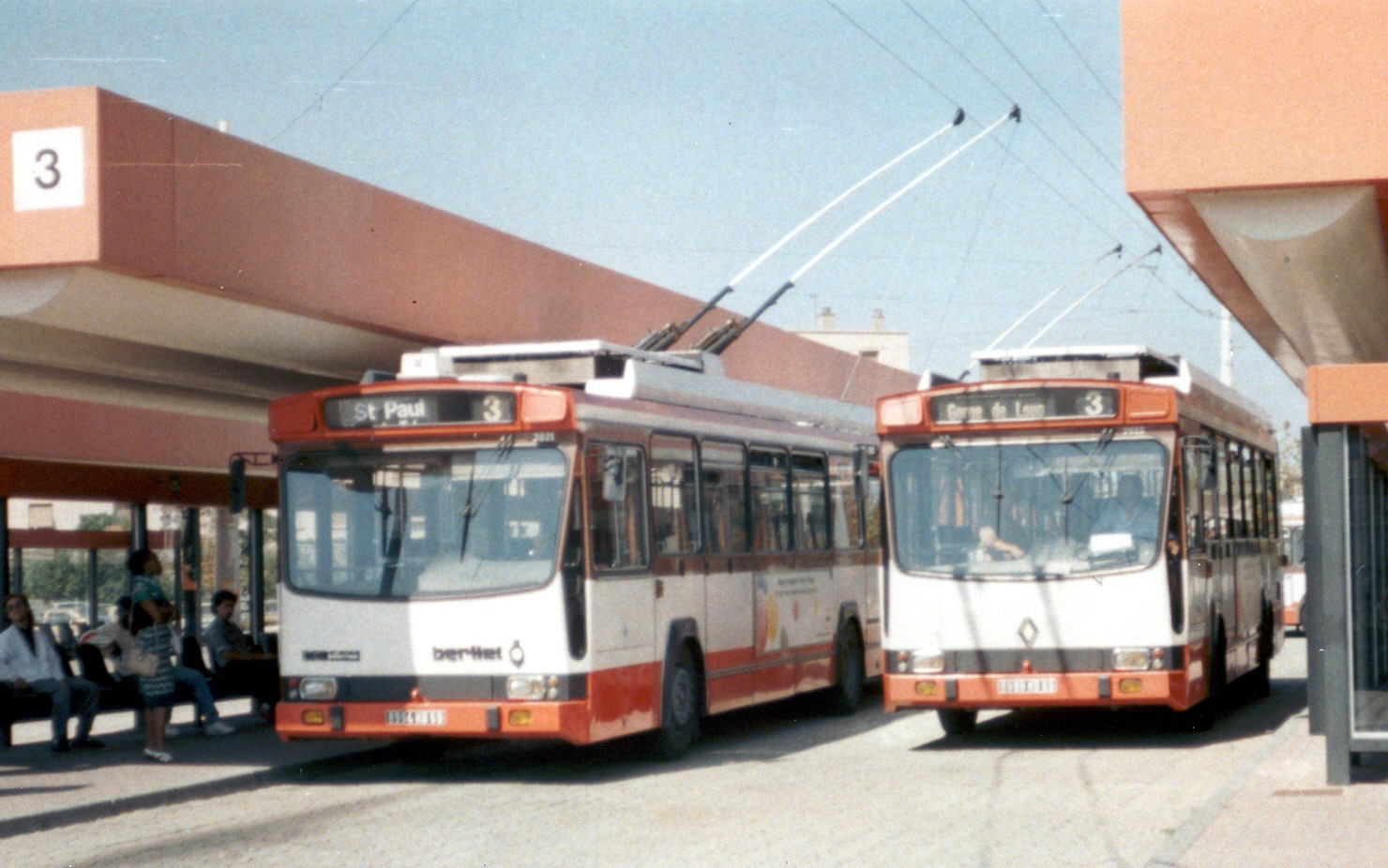
Erste Version des O-Busses als Berliet bzw. Renault ER100
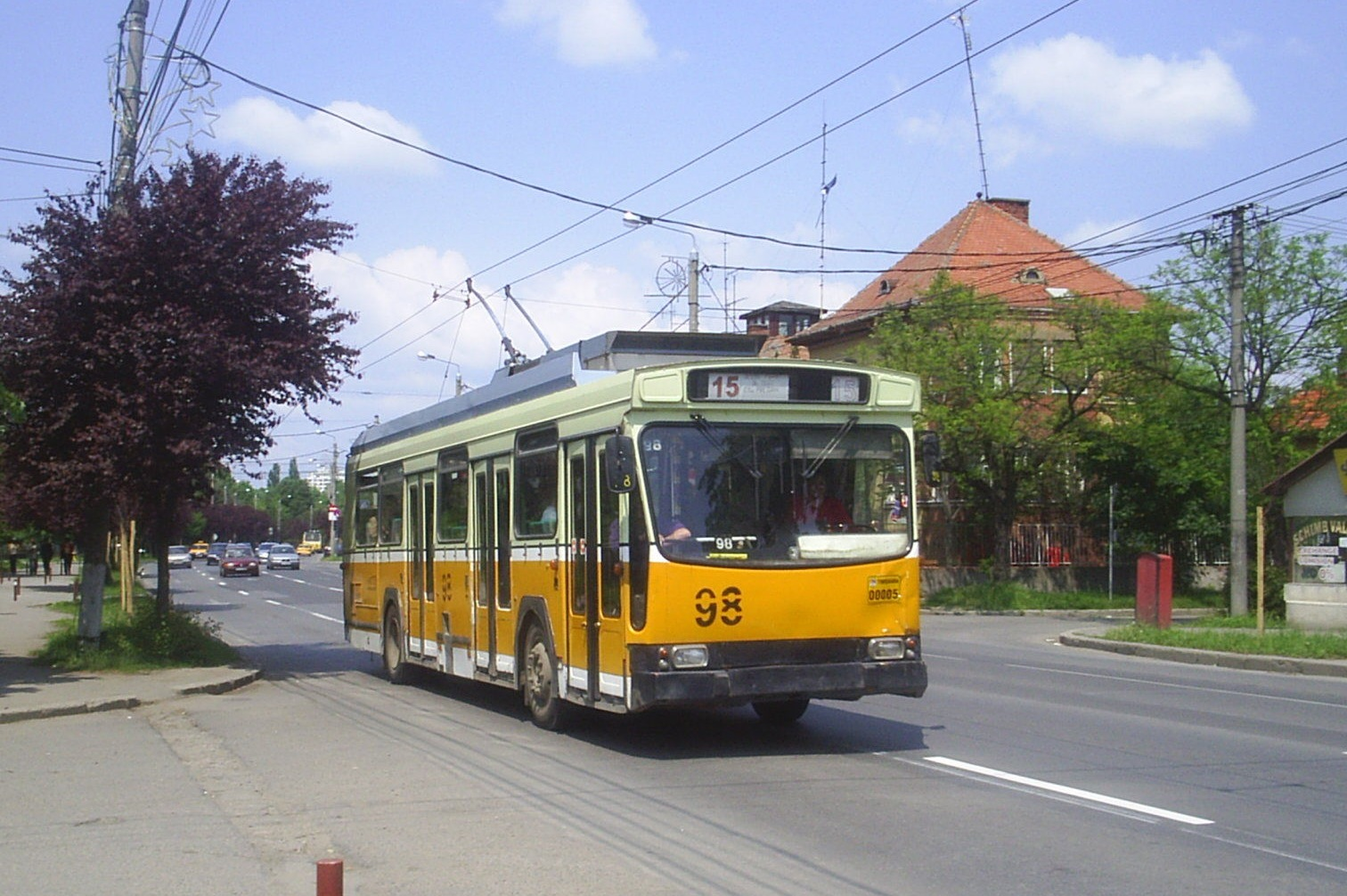
Dreitüriger Trolleybus ER100H ex Lyon in Timisoara
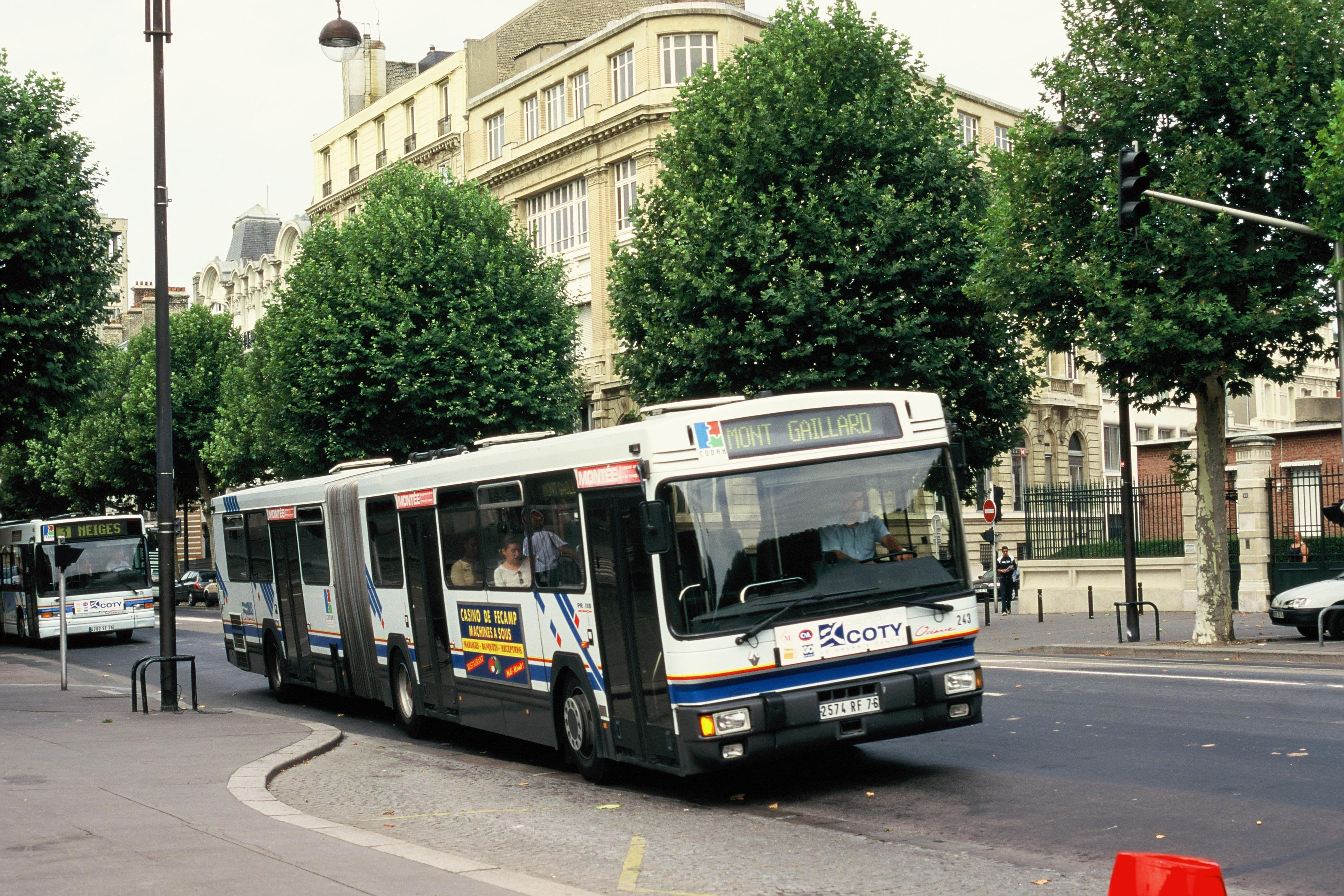
Gelenkbus PR118
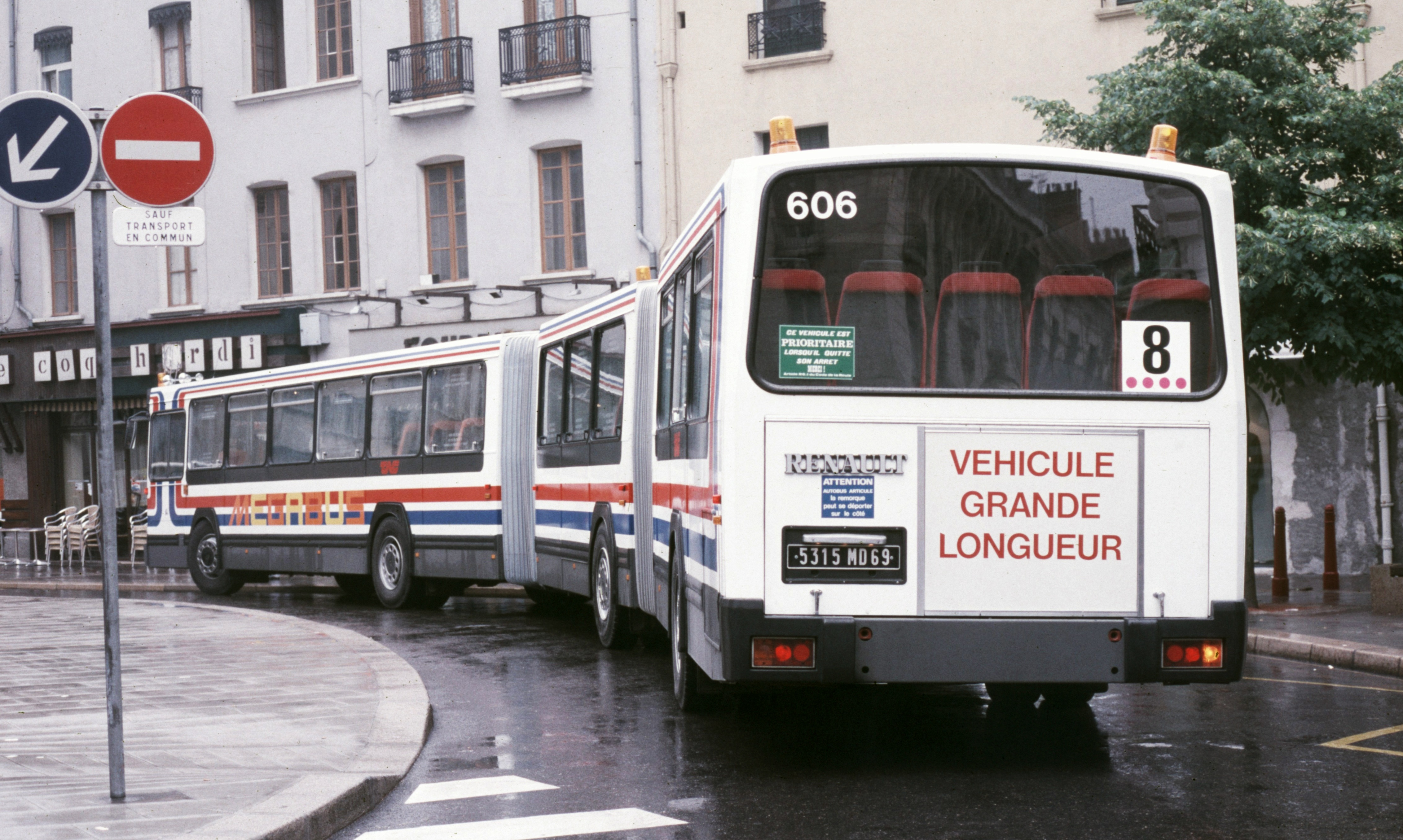
Doppelgelenkbus „Mégabus“ von hinten
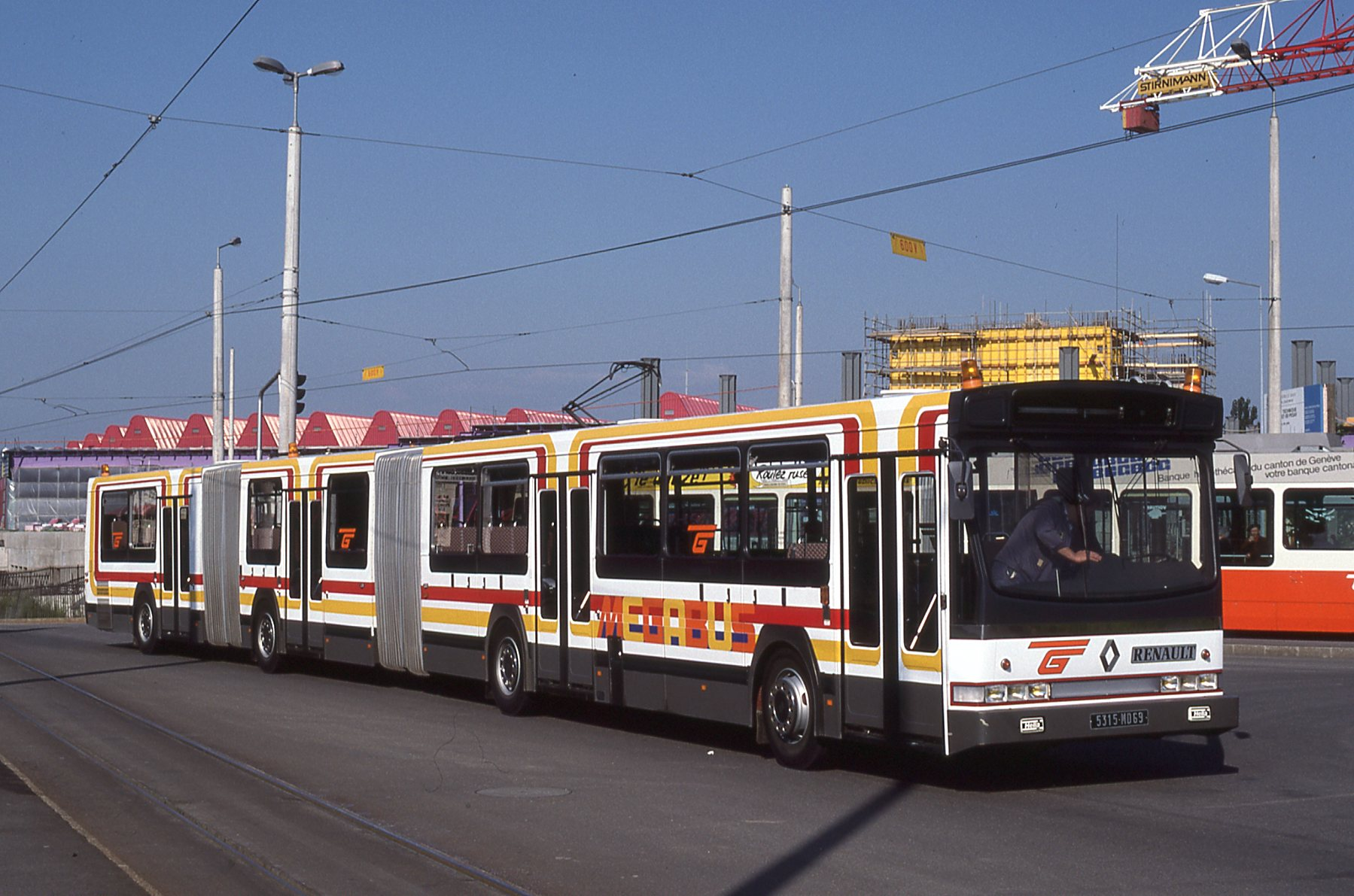
Doppelgelenkbus „Mégabus“ (modernisierte Version)
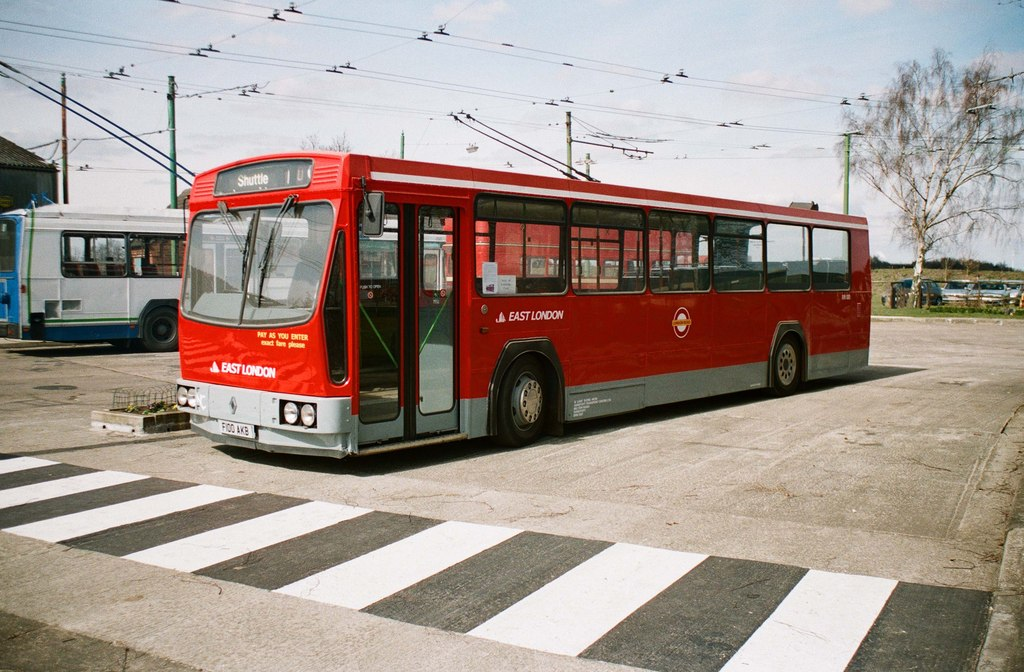
Eintüriger Renault PR100 für London